# رونالد هيلتون
رونالد هيلتون (بالإنجليزية: Ronald Hilton)‏ هو صحفي أمريكي، ولد في 31 يوليو 1911، وتوفي في 20 فبراير 2007 بسبب سرطان.